# Tepelně zpracované dřevo

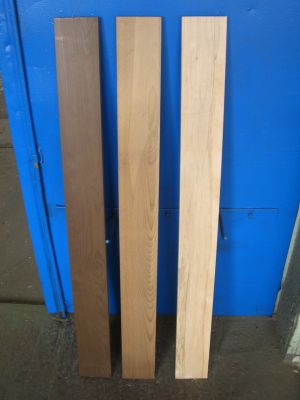
Bukové dřevo zpracované při 200 °C, 190 °C a neupravované

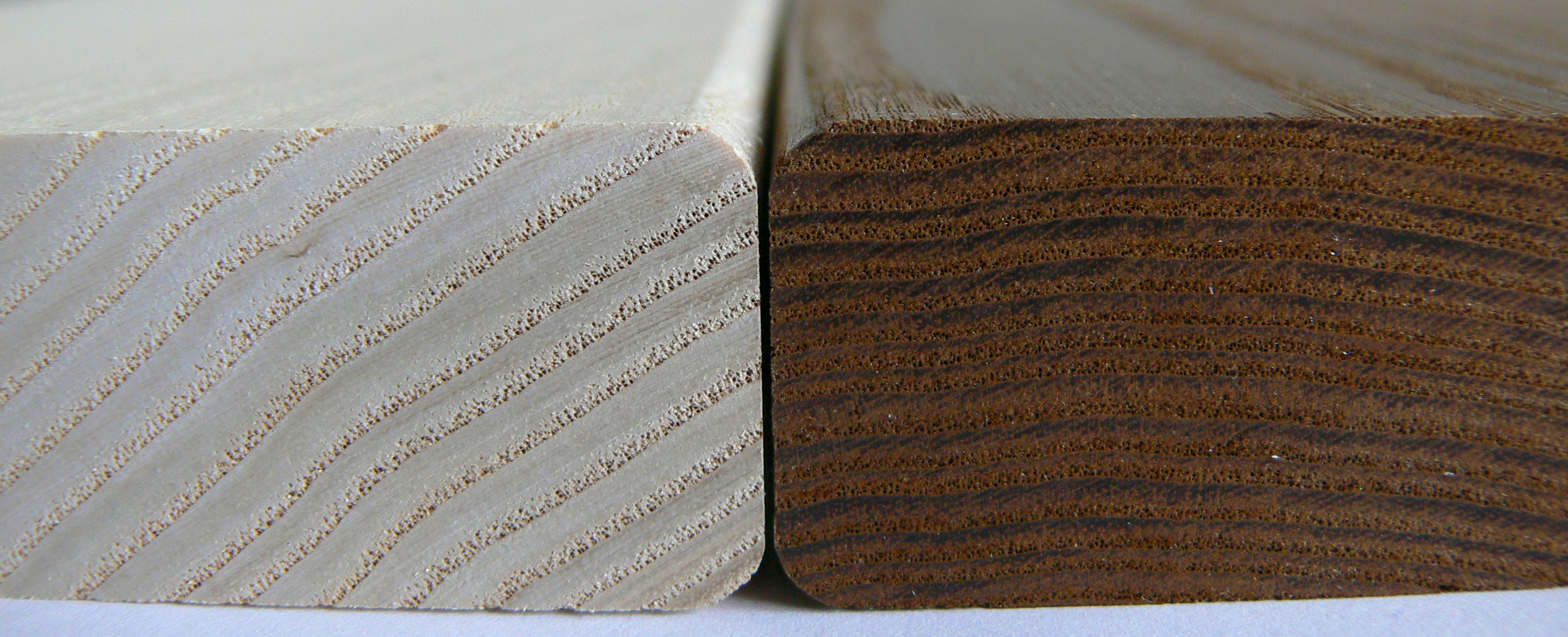
Porovnání dřeva jasanu ztepilého, vlevo= neupravovaného, vpravo = tepelně zpracovaného

Tepelně zpracované dřevo neboli Thermowood, z anglického Thermally modified wood, je dřevo, u kterého dochází ke změně vlastností díky úpravě kontrolovanou pyrolýzou při tepelné úpravě v teplotním rozmezí 160–215 °C bez přístupu kyslíku. Během tohoto procesu je dřevo zahřáto pomocí vodní páry na teplotu přesahující teplotu jeho samovolného vznícení, což vyvolává chemické změny struktury složek jeho buněčných stěn (lignin, celulóza a hemicelulóza), aby se zvýšila jeho odolnost. Snížené množství kyslíku brání vznícení dřeva při těchto vysokých teplotách.
K tepelnému zpracování dřeva slouží několik technologických postupů, které využívají různých prostředků, jako je dusík, plyn, pára či zahřátý olej.

## Výroba
Výrobní proces tvoří šest tunelů, kterými dřevo postupně prochází. V prvních třech tunelech se dřevo sušením připravuje na čtvrtou fázi, ve kterém dochází k tepelnému zpracování. Pátý a šestý tunel slouží ke zchlazení, zvlhčování, provzdušnění a konečné normalizaci zpracovaného dřeva.